# 루나 스노우
루나 스노우(영어: Luna Snow)는 마블 코믹스에 등장하는 슈퍼히어로이자 아이돌이다. 마블 캐릭터 중 마블 코믹스에서 첫 등장을 하지 않고, 마블 시네마틱 유니버스와 마블 코믹스에 기반을 둔 넷마블의 게임인 MARVEL 퓨처파이트에서 처음 등장했다. 이후 워 오브 리암즈 시리즈에서 정식으로 마블 코믹스에 데뷔했다. 이후 2019년 10월 루나 스노우를 주인공으로 한 미니시리즈가 출간되었다. 대한민국의 아이돌 스타이자 유명한 가수인 설희는 스타크 인더스트리의 공연에 초청되었다가 AIM의 공격을 받아 냉동고에 갇혔고, 탈출 중 냉각 물질에 노출되어 냉기를 다룰 수 있게 되었다. 이후 설희는 루나 스노우라는 이름을 사용하며 영웅으로 활약하게 된다. 현재 루나 스노우는 마블 코믹스에서 에이전트 오브 아틀라스 시리즈의 주요 멤버이다.

## 같이 보기
- 샤론 로저스
- 크레센트와 이오
- 화이트 폭스